# داريوس أ. براون
داريوس أ. براون هو سياسي أمريكي، ولد في 3 نوفمبر 1869، وتوفي في 3 نوفمبر 1938.